# Isaac Andronic
Isaac Andronic (născut Tudor Andronic, în ucraineană Ісаакій Андроник; n. 18 martie 1964, Ghiliceni, raionul Telenești, RSS Moldovenească, URSS) este un episcop ucrainean din cadrul Bisericii Ortodoxe Ucrainene (Patriarhia Moscovei), episcop de Vorzel, vicar al eparhiei de Kiev.

## Biografie
S-a născut în satul Ghiliceni, raionul Telenești, RSS Moldovenească (actualmente în același raion din R. Moldova). În anii 1971-1981 a studiat la școala medie din localitate. În 1982-1984 a slujit în armata sovietică.
La 1 septembrie 1988, a devenit ascultător la Lavra Peșterilor (Kiev-Pecersk) din Kiev.
La 16 februarie 1989 a luat numele monahal Isaac (în cinstea monahului Isaac, pustnicul Peșterilor).
La 16 martie 1990 a fost hirotonit ierodiacon, iar la 9 ianuarie 1991 a devenit ieromonah.
În 1993, a fost numit șef al schitului Holosiivska, care era la acea vreme un schit al Lavrei Kiev-Pecersk și a fost ridicat la rangul de egumen, iar în 1995, la rangul de arhimandrit.
În 1996, odată cu transformarea schitului Holosiivska într-o mănăstire independentă, el a fost numit conducător al acesteia.
La 21 octombrie 2009 i s-a acordat dreptul de a purta a doua cruce ornamentată.
Prin decizia Sfântului Sinod al Bisericii Ortodoxe Ucrainene din 18 octombrie 2016, a fost ales Episcop de Vorzel, vicar al eparhiei de la Kiev. Pe 12 noiembrie a fost îndeplinit ritul numirii.
La 13 decembrie 2016 a avut loc hirotonirea episcopală a arhimandritului Isaac în Schitul Holosiivska, condus de Mitropolitul Kievului și al Ucrainei, Onufrie.